# SF-36
Le test SF-36 (de l'anglais The Short Form (36) Health Survey, « Questionnaire court d'étude de la santé ») est un test standardisé de mesure de la qualité de vie. Il est issu de la medical outcome study.
C'est une mesure de l'état de santé. Il est souvent utilisé dans les études d'économie de la santé comme une variable dans le calcul d'une QALY (année de vie ajustée en fonction de sa qualité) pour déterminer le rapport coût-efficacité d'une intervention de santé. 